# خندان‌ماهی‌خورک پولک‌دار
خندان‌ماهی‌خورک پولک‌دار یا کوکابورای پولک‌دار (نام علمی: Dacelo tyro) که به آن غول‌ماهی‌خورک آرو نیز گفته می‌شود، گونه کمتر شناخته‌شده از کوکابورا است که در جزایر آرو، ساوانای ترانس فلای و علفزارهای جنوب گینه نو یافت می‌شود. در عمل چیزی از زندگی خانوادگی یا زیست‌شناسی جوجه‌آوری آن شناخته‌شده نیست.

## آرایه‌شناسی
دو زیرگونه شناخته شده است:
- D. t. tyro – جزایر آرو، اندونزی
- D. t. archboldi - گینه نو